# Drybling (piłka nożna)
Drybling (ang. dribbling, często nazywany również potocznie kiwaniem, dawniej wózkowanie) – w piłce nożnej seria szybkich, krótkich wymachów nogami nad piłką, połączonych z nagłymi zwrotami ciała i nieoczekiwanymi zmianami kierunku lub tempa poruszania się zawodnika. W trakcie wykonywania dryblingu piłkarz posiadający piłkę powinien ją trzymać blisko stóp. Celem dryblingu jest ominięcie zawodników przeciwnej drużyny (lub „oderwanie się od nich”) w sposób uniemożliwiający im odebranie piłki.
Drybling jest jednym z najbardziej widowiskowych elementów gry. Najwybitniejsi specjaliści od dryblingu potrafią czasami przebiec ponad połowę długości boiska, mijając po drodze kilku zawodników przeciwnej drużyny, czym wzbudzają entuzjazm kibiców. Długi drybling jest jednak zwykle nieskuteczny. Większość współczesnych drużyn piłkarskich unika długich dryblingów zastępując je dobrze skoordynowanym systemem podań i krótkich dryblingów.
Drybling często bywa mylony ze zwodem w piłce nożnej. Należy jednak pamiętać, że zwód w piłce nożnej to określony ruch lub szereg ruchów mających na celu wprowadzenie przeciwnika w błąd. Zwody należą do trudniejszych elementów techniki piłki nożnej i związane są z fizycznymi i psychicznymi walorami zawodników. Natomiast drybling to umiejętność utrzymywania się przy piłce w bezpośrednim kontakcie z przeciwnikiem, stanowiąca odmianę prowadzenia piłki.